# Cầu thủ xuất sắc nhất năm 2004 của FIFA
Giải thưởng Cầu thủ xuất sắc nhất năm 2004 của FIFA được trao cho cầu thủ người Brasil Ronaldinho và đây cũng là lần đầu tiên của anh. Thierry Henry về đích ở vị trí thứ nhì lần thứ hai liên tiếp.

## Kết quả
| Xếp hạng | Cầu thủ             | Điểm | Câu lạc bộ                            |
| -------- | ------------------- | ---- | ------------------------------------- |
| 1        | Ronaldinho          | 620  | FC Barcelona                          |
| 2        | Thierry Henry       | 552  | Arsenal F.C.                          |
| 3        | Andriy Shevchenko   | 253  | AC Milan                              |
| 4        | Pavel Nedvěd        | 178  | Juventus                              |
| 5        | Zinedine Zidane     | 150  | Real Madrid                           |
| 6        | Adriano             | 98   | Inter Milan                           |
| 7        | Deco                | 96   | FC Porto → FC Barcelona               |
| 8        | Ronaldo             | 96   | Real Madrid                           |
| 9        | Ruud van Nistelrooy | 67   | Manchester United                     |
| 10       | Kaká                | 64   | AC Milan                              |
| 10       | Wayne Rooney        | 64   | Everton F.C. → Manchester United      |
| 12       | Didier Drogba       | 46   | Olympique de Marseille → Chelsea F.C. |
| 13       | Cristiano Ronaldo   | 45   | Manchester United                     |
| 14       | Samuel Eto'o        | 42   | Real Mallorca → FC Barcelona          |
| 15       | Figo                | 35   | Real Madrid                           |
| 15       | David Beckham       | 35   | Real Madrid                           |
| 17       | Raúl                | 25   | Real Madrid                           |
| 17       | Theodoros Zagorakis | 25   | AEK Athens → Bologna FC               |
| 19       | Roberto Ayala       | 24   | Valencia CF                           |
| 20       | Michael Owen        | 22   | Liverpool F.C. → Real Madrid          |
| 21       | Roberto Carlos      | 19   | Real Madrid                           |
| 21       | Paolo Maldini       | 19   | AC Milan                              |
| 21       | Gianluigi Buffon    | 19   | Juventus                              |
| 24       | Roy Makaay          | 17   | Bayern München                        |
| 25       | Robert Pirès        | 15   | Arsenal F.C.                          |
| 26       | Frank Lampard       | 13   | Chelsea F.C.                          |
| 27       | Cafu                | 10   | AC Milan                              |
| 28       | Michael Ballack     | 9    | Bayern München                        |
| 28       | Milan Baroš         | 9    | Liverpool F.C.                        |